# Miltbrand
Miltbrand, eller anthrax, er en sygdom som normalt angriber husdyr som svin og kvæg, men kan også overføres til mennesker. Symptomerne er feber, bylder, sår, hævede lymfekirtler og blod i lungerne. Patienter der dør af miltbrand har som regel lungerne fyldt af blod, dette gør at de "drukner". Sygdommen kan være dødelig hvis den ikke behandles hurtigt.
Der findes 3 former for miltbrand: hud-, lunge- og tarm-miltbrand.
Sygdommen skyldes bakterien Bacillus anthracis, også kendt som miltbrandbakterien, som danner hårdføre sporer når den kommer i kontakt med luft. Bakterien tåler tilmed kogning, hvilket gør den ekstra hårdfør.
Miltbrandbakterien er berygtet i forbindelse med biologisk krigsførelse, og er et af de ældste og mest brugte biologiske våben. Blev brugt i 40'erne, da Japan angreb Kina.

## Miltbrand sendes med posten
En uge efter terrorangrebet den 11. september 2001 blev der fundet miltbrandbakterier i nogle breve adresseret til fortrinsvis demokratiske medlemmer af Kongressen og til redaktører i en række nyhedsmedier. 22 personer blev ramt af smitten hvoraf 5 omkom. Ifølge de amerikanske myndigheder var brevene afsendt af en ansat i US Army Medical Research Institute of Infectious Diseases (USAMRIID) i Fort Detrick, Maryland, et militært forskningsinstitut som forsker i smitsomme sygdomme, som ønskede at udnytte det rådende hysteri i forbindelse med 11. september angrebene, til at skabe endnu mere. Hans navn var Bruce Ivins, 62 år, gift på 33. år og med 2 børn. Tirsdag den 29. juli 2008 begik han selvmord. Den officielle efterforskning af Bruce Ivins' skyld er siden kritiseret fra flere sider.
De breve som blev sendt ved den lejlighed – er den eneste gang dette er forekommet. Aldrig før eller senere har nogen sendt denne slags med posten, da det tydeligvis også kræver specialviden at fremstille sligt.
Siden har der også forekommet miltbrand-alarmer på danske virksomheder og posthuse, hvor personalet har mistænkt breve og pakker for at indeholde miltbrandsporer. Der har altid været tale om falsk alarm, hvor det hvide pulver, der har udløst alarmerne ofte har vist sig at være mel eller flormelis.